# Аксиома зависимого выбора
Аксио́ма зави́симого вы́бора — одно из ослаблений аксиомы выбора. Обычно обозначается как {\displaystyle \mathbf {DC} }. Аксиома зависимого выбора следует из полной аксиомы выбора ({\displaystyle \mathbf {AC} }) и влечёт за собой аксиому счётного выбора ({\displaystyle \mathbf {AC} _{\omega }}), таким образом, в {\displaystyle \mathbf {ZF} } (аксиоматике Цермело — Френкеля) {\displaystyle \mathbf {AC} _{\omega }<\mathbf {DC} <\mathbf {AC} }.
Формулировка: если задано произвольное непустое множество {\displaystyle X} с полным слева отношением {\displaystyle R} (отношение {\displaystyle R} называется полным слева, если для любого {\displaystyle x} существует {\displaystyle y}, что {\displaystyle xRy}), то существует такая последовательность {\displaystyle x_{n}} элементов {\displaystyle X}, что:
{\displaystyle \forall n\in \mathbb {N} \colon x_{n}Rx_{n+1}}.
Следующие утверждения эквивалентны в {\displaystyle \mathbf {ZF} } аксиоме зависимого выбора: теорема Бэра о категориях; теорема Лёвенгейма — Скулема (в сильном варианте для счётных или конечных сигнатур); лемма Цорна для конечных цепей. У леммы Цорна для конечных цепей есть две эквивалентных формулировки:
- если в частично упорядоченном множестве все цепи конечны, то множество имеет максимальный элемент.[1];
- если в частично упорядоченном множестве все вполне упорядоченные цепи конечны, то множество имеет максимальный элемент.[5]

(Несмотря на то, что вторая формулировка сильнее, чем первая, они эквивалентны в {\displaystyle \mathbf {ZF} }.)

## Обобщения
Аксиома зависимого выбора для трансфинитных последовательностей: если в формулировке аксиомы зависимого выбора допустить не только счётные последовательности, но и трансфинитные, можно получить усиление этой аксиомы.
Пусть {\displaystyle \gamma } — некоторый ординал. Обозначим за {\displaystyle X^{<\gamma }} множество всех трансфинитных последовательностей длины меньше {\displaystyle \gamma }. Аксиома зависимого выбора для трансфинитных последовательностей формулируется для определённого начального ординала {\displaystyle \lambda } и обозначается как {\displaystyle \mathbf {DC} _{\lambda }}.
Пусть задано непустое множество {\displaystyle X} и полное слева бинарное отношение {\displaystyle R\subset X^{<\gamma }\times X}. Тогда {\displaystyle \mathbf {DC} _{\lambda }} утверждает, что существует трансфинитная последовательность {\displaystyle \{a_{n}\}_{n<\lambda }} длины {\displaystyle \lambda } такая, что {\displaystyle \forall \mu <\lambda \colon \{a_{n}\}_{n<\mu }Ra_{\mu }}.
Аксиома {\displaystyle \mathbf {DC} _{\omega }} эквивалентна {\displaystyle \mathbf {DC} }. Обобщения же для больших ординалов строго сильнее её, но слабее полной аксиомы выбора: {\displaystyle \mathbf {DC} <\mathbf {DC} _{\omega _{1}}<\mathbf {DC} _{\omega _{2}}<\ldots <\mathbf {AC} }. Выполнение же {\displaystyle \mathbf {DC} _{\lambda }} для любых начальных ординалов эквивалентно полной аксиоме выбора: {\displaystyle (\forall \lambda \colon \mathbf {DC} _{\lambda })\Leftrightarrow \mathbf {AC} }.
Для аксиом {\displaystyle \mathbf {DC} _{\lambda }} есть соответствующие им эквивалентные ослабления леммы Цорна:
- если в частично упорядоченном множестве все цепи вполне упорядочены, имеют порядковый тип меньше {\displaystyle \lambda } и имеют верхнюю грань, то в множестве есть максимальный элемент[5];
- если в частично упорядоченном множестве каждая вполне упорядоченная цепь имеет порядковый тип меньше {\displaystyle \lambda } и имеет верхнюю грань, то в множестве есть максимальный элемент[5].